# Municipio de La Magdalena Tlatlauquitepec
El municipio de La Magdalena Tlatlauquitepec (del nahuatl: tlatlahui, tepetl ‘colorear, cerro’‘cerro coloreado’) es uno de los 217 municipios que conforman al estado mexicano de Puebla. Fue fundado en 1895.
El municipio tiene la peculiaridad de estar compuesto por una única localidad, por lo que el territorio cumple las funciones de municipio y cabecera municipal simultáneamente.

## Historia
Los primeros habitantes de la región fueron grupos mixtecos, presentes desde el periodo prehispánico. Desde la independencia de México perteneció al distrito de Tepexi, hasta que se estableció como municipio en 1895.

## Geografía
El municipio abarca un área de 11,10 km² y se encuentra a una altitud media de 1620 m s. n. m. Colinda al norte, al sur y al oeste con el municipio de Huehuetlán el Grande, al este con Huatlatlauca y al norte con San Juan Atzompa.

## Demografía
De acuerdo al último censo, realizado por el INEGI en 2010, en el municipio hay una población de 484 habitantes, lo que le da una densidad de población promedio de 43 habitantes por kilómetro cuadrado. Por su baja población es la demarcación con menor número de habitantes de todo el estado.

## Gobierno
El ayuntamiento de La Magdalena Tlatlauquitepec está constituido por seis regidores, un síndico y un presidente municipal, puesto que desempeña Teodulo Castillo Solis para el periodo 2014-2018.

### Presidentes municipales
| Presidente municipal     | Periodo   |
| ------------------------ | --------- |
| Eulogio Solís Santos     | 1972-1975 |
| Baudelio Jiménez Ibáñez  | 1975-1978 |
| Cirilo Solís Flores      | 1978-1981 |
| Demetrio Flores Martínez | 1981-1984 |
| Pablo Jiménez Jiménez    | 1984-1987 |
| Eugenio Solís Mora       | 1987-1990 |
| Sotero Flores Meléndez   | 1990-1993 |
| Ubaldo Venegas Meléndez  | 1993-1996 |
| Cornelio Flores Román    | 1996-1999 |
| Eleucadio Martínez Ríos  | 1999-2001 |
| Mariano Bravo Melendez   | 2002-2005 |
| Nemorio Jiménez Solís    | 2005-2008 |
| Adolfo Flores Melendez   | 2008-2011 |
| Pascual Jiménez Torres   | 2011-2014 |
| Teodulo Castillo Solís   | 2014-2018 |